# Odprto prvenstvo Anglije 2010
Odprto prvenstvo Anglije 2010 je teniški turnir za Grand Slam, ki je med 21. junijem in 4. julijem 2010 potekal v Londonu.

## Moški posamično
Rafael Nadal :  Tomáš Berdych, 6–3, 7–5, 6–4

## Ženske posamično
Serena Williams :  Vera Zvonarjova, 6–3, 6–2

## Moške dvojice
Jürgen Melzer /  Philipp Petzschner :  Robert Lindstedt /  Horia Tecău, 6–1, 7–5, 7–5

## Ženske dvojice
Vania King /  Jaroslava Švedova :  Jelena Vesnina /  Vera Zvonarjova, 7–6(6), 6–2

## Mešane dvojice
Leander Paes /  Cara Black :  Wesley Moodie /  Lisa Raymond, 7–5, 6–4